# MSLT
MSLT, Multiple Sleep Latency Test är en metod som används för att objektivt mäta dagsömnighet. Metoden bygger på polysomnografi, dvs registrering av EEG, EOG och EMG för att kontinuerligt kunna registrera försökspersonens/patientens medvetandegrad. Försökspersonen/patienten instrueras att liggande i ett mörkt rum försöka somna. Efter 20 minuter avbryts försöket, oavsett om sömn inträtt eller inte. Försöket upprepas fyra eller fem gånger under en dag vid bestämda tidpunkter. Undersökningsresultatet bedöms ur tiden det tagit för försökspersonen/patienten att somna vid de olika tillfällena, och vilka sömnstadier som kunnat påvisas. Metoden används i sömnforskning för att bedöma dagsömnighet och även i klinisk sömnmedicin för att utreda dagsömnighet och för att diagnostisera narkolepsi.